# Du
du (abreviatura de disk usage, ús de disc) és una ordre estàndard dels  sistemes operatius de la família  Unix. S'usa per estimar l'ús d'espai en disc dur d'un arxiu, un directori en concret o d'arxius en un sistema de fitxers. La utilitat du va aparèixer per primera vegada en la versió 1 de l'Unix de AT&T.

## Ús
du  pren un únic argument, que especifica un nom de ruta per  du  per treballar, i si no s'especifica, el directori actual.  du  pot prendre les següents opcions:
-a , mostren una entrada per a cada arxiu (i no el directori) que figura en el directori actual
-d , mostrar una entrada per la suma de la utilització de cada directori (i no l'arxiu) que figura en el directori actual
-H , calcular l'ús del disc de vincle referència especificats en la línia d'ordres
-k , mostren mides com múltiples de 1024 Bytes, no 512-byte
-L , l'ús del disc per calcular les referències d'enllaç en qualsevol lloc
-s , l'informe només la suma del consum en el directori actual, per a cada arxiu
-z , només recórrer els arxius i directoris en el dispositiu en el qual s'especifica l'argument pathname.
Altres sistemes operatius Unix i Unix-like poden incorporar opcions addicionals. Per exemple, BSD i GNU  du  especifica un -h , que mostra l'ús del disc en un format fàcil de llegir per l'usuari, afegint unitats amb el  prefix SI adequat (per exemple, 10  MB).